# Romano Bonagura
Romano Bonagura (n. 15 octombrie 1930, Ravenna, Regatul Italiei – d. 30 octombrie 2010, Casalpusterlengo, Lombardia, Italia) a fost un bober ce a reprezentat Italia, medaliat olimpic. A participat la o ediție a Jocurilor Olimpice (1964) în care a câștigat o medalie de argint.

## Participări
Lista de mai jos prezintă principalele competiții la care a participat Romano Bonagura de-a lungul carierei.
- bobsleigh at the 1964 Winter Olympics – two-man[*]